# Бельгийско-мексиканские отношения
Бельгийско-мексиканские отношения — двусторонние дипломатические отношения между Бельгией и Мексикой. В 1836 году Бельгия признала независимость Мексики. В 1919 году была создана Бельгийская торговая палата в Мексике. Страны являются членами Организации экономического сотрудничества и развития и Организации Объединённых Наций.

## История
В XVI веке бельгийские торговцы посетили современную территорию Мексики. В 1537 году бельгийцы открыли первую пивоварню в Мексике. Начиная с 1830-х годов, бельгийские инженеры работали в Мексике на строительстве первой мексиканской железной дороги с использованием своих материалов. Существовали даже планы по основанию колонии «Новая Бельгия» в Чиуауа.
Дипломатические отношения стартовали в 1825 году, когда Мексика установила консульские контакты с Королевством Нидерландов. Бельгия обрела независимость в 1830 году, а в 1838 году её представители были направлены в Мексику. В 1842 году Бельгия направила консула в Мексику. В 1861 году страны подписали Договор о дружбе, тем самым формально установив дипломатические отношения.
В 1861 году Франция при императоре Наполеоне III вторглась в Мексику. Во время Англо-франко-испанской интервенции в Мексику, император Наполеон III помог Максимилиану и его жене Шарлотте Бельгийской занять трон в 1864 году. Во время битвы при Такамбаро 11 апреля 1865 года 300 солдат Бельгийского легиона, сражались за Вторую Мексиканскую империю против мексиканских республиканцев, сторонников президента Бенито Хуареса. Несколько десятков бельгийских солдат были убиты во время битвы
Когда императору Максимилиану I грозила казнь, Бельгия поручила своему представителю Хориксу оказать помощь послу Австрии для того, чтобы убедить мексиканцев предоставить помилование. После казни императора Максимилиана I в 1867 году Бельгия и Мексика не поддерживали дипломатических отношений до 1879 года.
В 1890 году Бельгия инвестировала 1,2 миллиона долларов США для разработки серебряного и медного рудника в Мичоакане. В 1900 году барон Моншер, бельгийский министр в Мексике, написал исследование об условиях и ресурсах южных мексиканских штатов, в то же время внося большой вклад в развитие коммерческих отношений между Бельгией и Мексикой. В 1903 году Национальная железная дорога Мексики, в которой мексиканское правительство имело большое финансовое участие, запустило в эксплуатацию стандартную линию колеи. Реконструкция предыдущей узкоколейной железной дороги в железную дорогу стандартной колеи была исполнена с использованием 25 000 тонн рельсов из Бельгии. К 1913 году Национальная железная дорога Мексики лоббировала правительство Викториано Уэрты, чтобы он не предоставлял никаких дополнительных прав бельгийскому синдикату, конкурирующему с ними. В 1926 году Бельгия снова отправила 1000 тонн стальных рельсов для железной дороги Мексики.
Во время Второй мировой войны Мексика закрыла свое дипломатическое представительство в Брюсселе и переместила его в Лондон, где находилось правительство Бельгии в изгнании. В 1940 году бельгийские жители Мексики поддержали кандидатуру Юбера Пьерло в качестве премьер-министра Бельгии на период нацистской оккупации. После окончания войны Мексика вернула постоянное дипломатическое представительство в Брюсселе, и в 1954 году страны повысило его статус до посольства. В том же году Бельгия открыла своё посольство в Мексике 5 июня. В 1980 году мексиканские протестующие мирно заняли посольства Бельгии и Дании, требуя свободы для политических заключенных и улучшения условий жизни для мексиканцев.
В 2018 году в цветочном ковре в Брюсселе были представлены культурные элементы мексиканского штата Гуанахуато. В орнамент была включена символика культур чупикуаро, отоми и пурепеча.

## Визиты на высоком уровне
Из Бельгии в Мексику:
- Король Бодуэн (1965)
- Король Филипп (1998, 2003, 2009, 2010)
- Премьер-министр Жан-Люк Дехене (1999)
- Премьер-министр Ги Верхофштадт (2002)

Из Мексики в Бельгию:
- Президент Луис Эчеверриа (1973)
- Президент Мигель де ла Мадрид (1985)
- Президент Карлос Салинас (1990, 1993)
- Президент Висенте Фокс Кесада (2002)
- Президент Фелипе Кальдерон (2007)
- Президент Энрике Пенья Ньето (2015)

## Бельгийцы в Мексике
- Фрэнсис Алис, бельгийский художник-перформансист, лауреат премии Винсента в 2008 году.
- Карлос Франсиско де Круа, маркиз из Лилля был наместником (1766—1771). Подавлял восстания на севере Мексики и изгнал иезуитов 25 июня 1767 года[1][20].
- Эдгар Эвераерт основатель футбольного клуба «Гвадалахара».
- Педро де Ганте разработал катехизис в форме ребуса. Организовал ремесленное производство, развитие художественного образования и построил больницы для мексиканцев[1][21].
- Густав Мариссаэль, инженер-электрик, основал компании «SOFINA». В 1936 году был президентом «Companía Mexicana the Luz y Fuerza Motriz», а затем стал генеральным директором в 1962 году[1].
- Симон Перейнс из Антверпена считается основателем мексиканской живописи, а некоторые из его работ находятся в кафедральном соборе в Мехико[1][22].
- Ян де Вос, историк, который был гостем-советником Запатистской армии национального освобождения во время мирных переговоров с мексиканским правительством.
- Рональд Зольман с 1994 по 2002 год был музыкальным руководителем филармонического оркестра Национального автономного университета Мексики[1][23].

## Двусторонние соглашения
Страны подписали несколько двусторонних соглашений, таких как: Договор о дружбе, судоходстве и торговле (1861 год); Договор о торговле и судоходстве (1895 год); Договор о выдаче (1938 год); Соглашение о культурном сотрудничестве (1964 год); Соглашение об избежании двойного налогообложения и предотвращении уклонения от уплаты налогов в отношении налогов на доходы (1992 год) и Соглашение о воздушных перевозках (1999 год).

## Транспорт
Осуществляются прямые авиарейсы между аэропортом Брюсселя и аэропортом Канкуна с авиакомпанией «Jetairfly».

## Торговля
В 1997 году Мексика подписала соглашение о свободной торговле с Европейским союзом (в который входит Бельгия). В 2018 году объём товарооборота между странами составил сумму 3,3 миллиарда долларов США. Экспорт Бельгии в Мексику: химические продукты; медицинские препараты и фармацевтическая продукция, автомобили. Экспорт Мексики в Бельгию: химические продукты, медицинское оборудование, компьютеры, автомобили, тракторы и телефоны. Бельгийские транснациональные компании, такие как: «Agfa-Gevaert», «Janssen Pharmaceutica» и «Katoen Natie», представлены в Мексике. Бельгийская компания «Anheuser-Busch InBev» владеет 50 % долей в «Grupo Modelo», ведущем пивоваренном заводе Мексики и владельце глобального бренда «Corona».

## Дипломатические представительства
- Бельгия имеет посольство в Мехико[28].
- Мексика содержит посольство в Брюссельском столичном регионе[29].